# Loepa oberthuri
Espèce
Loepa oberthuri est une espèce asiatique de lépidoptères nocturnes de la famille des Saturniidae.

## Description
C'est un papillon de grande taille d'une envergure pouvant atteindre 11 à 12 cm, proche de Loepa anthera. Ses ailes antérieures sont de forme triangulaire avec un bord d'attaque noir bien démarqué. IL est de couleur jaune vif traversée de lignes en zigzag noires, bleues et blanches avec un secteur orangé et rosé près du corps. Chaque aile comporte une grande ocelle brunâtre réniforme avec une rayure centrale colorée de noir.
La chenille se nourrit de feuilles du genre Citrus.

## Distribution
Cette espèce se rencontre dans les forêts tropicales de l'Assam, du Vietnam, et d'une grande partie de la Chine (sauf l'extrême nord-est et l'extrême sud-ouest, ainsi que la frange méridionale tropicale).